# Hélianthème
Helianthemum
Genre
Classification phylogénétique
Les hélianthèmes sont des plantes dicotylédones, généralement des sous-arbrisseaux, appartenant à la famille des Cistacées et au genre Helianthemum. Leur nom signifie en grec « fleur (ánthos) [qui évolue avec le] soleil (hêlios) », parce que la fleur s'oriente en direction du soleil, comme celle les tournesols.

## Description
Les hélianthèmes sont des plantes pubescentes à feuilles non dentées, assez proches des cistes, avec lesquels les différences sont rares : les fleurs et l'ensemble de la plante sont plus petits (le diamètre des fleurs est inférieur à 3 cm), deux des cinq sépales sont plus petits que les trois autres, les ovaires ont une ou trois loges (contre cinq ou dix pour le ciste). Pour le reste, les caractéristiques sont les mêmes : cinq pétales un peu froissés, généralement jaunes, parfois blancs, orangés ou roses, avec de nombreuses étamines ; des fleurs formant des sortes de petites grappes portées par des tiges molles à leur extrémité (les boutons sont penchés vers le sol avant d'éclore). Par son aspect, le genre Helianthemum est assez proche aussi du genre Fumana, mais dans celui-ci les fleurs sont solitaires et les étamines extérieures ont des anthères non développées.
Des extraits aqueux de cette fleur peuvent être utilisés dans certains anti-stress.

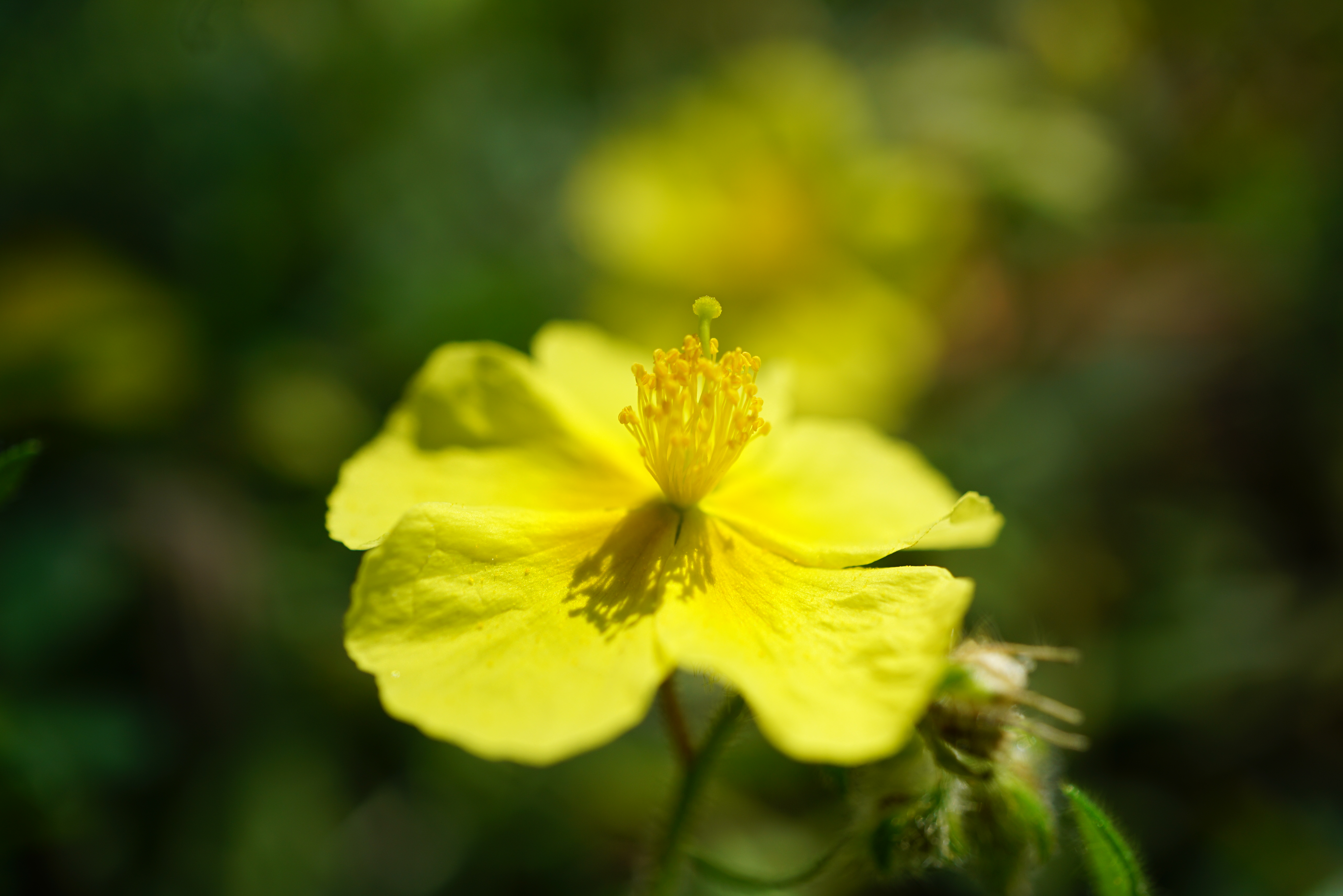
Fleur hélianthéme jaune

## Principales espèces et sous-espèces
- Helianthemum aegyptiacum : Hélianthème d'Égypte (?). Fleurs jaune pâle avec des taches plus sombres à la base. Plante annuelle rencontrée notamment en Espagne.
- Helianthemum apenninum : Hélianthème des Apennins. Fleurs blanches, jaunes au centre. Feuilles étroites à très étroites. Plante pérenne rencontrée en région méditerranéenne.
- Helianthemum canariense : Hélianthème des Canaries, Îles Canaries et Maroc
- Helianthemum canum (L.) Baumg. : Hélianthème blanc. Fleurs jaunes, plante ligneuse à la base qui pousse dans les rocailles calcaires. Les feuilles sont blanchâtres sur les deux faces ou uniquement sur la face inférieure.
- Helianthemum croceum Desf. Plante semi-ligneuse de 10 à 20 cm qui se rencontre dans le sud de l'Espagne et du Portugal, sur sol calcaire, en zone faiblement boisée et basse montagne.
- Helianthemum grandiflorum : Hélianthème à grandes fleurs. Semblable à H. nummularium, avec lequel il est parfois confondu, s'en distingue par des feuilles vertes sur le dessus et le dessous.
- Helianthemum hirtum : Hélianthème hérissé. Espèce méditerranéenne. Fleurs jaunes, pétales très étroits, très velu à la base de l'inflorescence.
- Helianthemum lavandulaefolium Hélianthème à feuilles de Marum.
- Helianthemum nummularium : Hélianthème commun ou nummulaire. Fleurs jaunes, parfois roses dans certaines sous-espèces. Feuilles vertes sur le dessus, blanchâtres sur le dessous.
- Helianthemum oelandicum : Hélianthème d'Oeland. Feuilles très velues un peu grisâtres, fleurs jaunes.
  - Helianthemum oelandicum subsp. alpestre (syn. H. alpestre)
  - Helianthemum oelandicum subsp. italicum (syn. H. italicum)
  - Helianthemum oelandicum subsp. oelandicum
  - Helianthemum oelandicum subsp. orientale (syn. H. orientale)
  - Helianthemum oelandicum subsp. rupifragum (syn. H. rupifragum)
- Helianthemum pilosum : Hélianthème velu.
- Helianthemum syriacum : Hélianthème de Syrie ou à feuilles de lavande.

On donne aussi le nom d'hélianthème à l'espèce Tuberaria guttata (hélianthème à gouttes).
Selon Catalogue of Life (17 janvier 2018) :
- Helianthemum abelardoi Alcaraz
- Helianthemum aegyptiacum (L.) Miller
- Helianthemum aganae Marrero Rodr. & R.Mesa
- Helianthemum aguloi Marrero Rodr. & R.Mesa
- Helianthemum almeriense Pau
- Helianthemum alpestre (Jacq.) DC.
- Helianthemum alypoides Losa Espana & Rivas Goday
- Helianthemum angustatum Pomel
- Helianthemum antitauricum P. H. Davis & Coode
- Helianthemum apenninum (L.) Miller
- Helianthemum arcticum (Grosser) Janch.
- Helianthemum asperum Dunal
- Helianthemum assadii F.Ghahrem. & Gholamian
- Helianthemum berterianum Bertol.
- Helianthemum bramwelliorum A. Marrero
- Helianthemum broussonetii Dun.
- Helianthemum buschii (Palib.) Juz. & Pozd.
- Helianthemum bystropogophyllum Svent.
- Helianthemum caballeroi Pérez Dacosta, Mateo & J.M.Aparicio
- Helianthemum canariense (Jacq.) Pers.
- Helianthemum canum (L.) Baumg.
- Helianthemum capralense Pérez Dacosta & Mateo
- Helianthemum caput-felis Boiss.
- Helianthemum ×carmen-joanae J. Mansanet & I. Mateu
- Helianthemum ×carolipaui Cuatrec.
- Helianthemum cinereoflavescens Rech.fil.
- Helianthemum cinereum (Cav.) Pers.
- Helianthemum cirae A. Santos
- Helianthemum citrinum Ghaz.
- Helianthemum ×conchitae O. Socorro & P. Aroza
- Helianthemum confertum Dunal
- Helianthemum ×coronadoi Mateo
- Helianthemum crassifolium Pers.
- Helianthemum ×crespoi Mateo
- Helianthemum cretaceum (Rupr.) Juzepczuk
- Helianthemum cuatrecasasii Pau
- Helianthemum cylindrifolium Verdc.
- Helianthemum daghestanicum Rupr.
- Helianthemum dianicum Pérez Dacosta, M.Bieb.Crespo & Mateo
- Helianthemum digeneum Rouy & Fouc.
- Helianthemum edetanum Mateo, Fabado & C.Torres
- Helianthemum ellipticum (Desf.) Pers.
- Helianthemum eriocephalum Pomel
- Helianthemum fabadoi Mateo
- Helianthemum finestratense Pérez Dacosta & Mateo
- Helianthemum geniorum Maire
- Helianthemum georgicum Juzepczuk & Pozd.
- Helianthemum germanipolitanum Bornm.
- Helianthemum getulum Pomel
- Helianthemum golondrinum Cuatrec.
- Helianthemum gonzalezferreri A. Marrero
- Helianthemum gorgoneum Webb
- Helianthemum nummularium subsp. grandiflorum (Scop.) DC.
- Helianthemum grosii Pau & Font Quer
- Helianthemum guerrae Sánchez-Gómez, J.S.Carrion & M.Á.Carrión Vilches
- Helianthemum hadedense Thulin
- Helianthemum ×heerii Bruegg.
- Helianthemum helianthemoides (Desf.) Grosser
- Helianthemum hirtiforme Rouy & Fouc.
- Helianthemum hirtum (L.) Miller
- Helianthemum humile Verdc.
- Helianthemum hymettium Boiss. & Heldr.
- Helianthemum inaguae Á. Marrero, M. González-Martín & F. González-Artiles
- Helianthemum jonium Lacaita & Grosser ex Fiori & Beguinot
- Helianthemum juliae W. Wildpret de la Torre
- Helianthemum kahiricum Del.
- Helianthemum kotschyanum Boiss.
- Helianthemum ×lagunae Mateo
- Helianthemum lasiocarpum Jacques & Herincq
- Helianthemum ledifolium (L.) Miller
- Helianthemum lini A. Santos
- Helianthemum lippii (L.) Dum. -Courset
- Helianthemum ×lucentinum M.Bieb.Crespo & J.C.Cristóbal
- Helianthemum lunulatum (All.) DC.
- Helianthemum ×mansanetianum Mateo
- Helianthemum mariano-salvatoris F. Alcaraz, T.E. Diaz, S. Rivas-Martinez & P. Sánchez-Gómez
- Helianthemum marifolium (L.) Miller
- Helianthemum maritimum Pomel
- Helianthemum marmoreum Stevan., Matevski & Kit Tan
- Helianthemum mathezii Dobignard
- Helianthemum ×monspessulanum Rouy & Fouc.
- Helianthemum ×montis-bovis Mateo
- Helianthemum morisianum Bertol.
- Helianthemum motae Sánchez-Gómez, J.F.Jiménez & J.B.Vera
- Helianthemum neopiliferum F. Muñoz Garmendia & C. Navarro
- Helianthemum nummularium (L.) Miller
- Helianthemum obtusifolium Dunal
- Helianthemum oelandicum (L.) DC.
- Helianthemum ordosicum Y.Z. Zhao, Zong Y. Zhu & R. Cao
- Helianthemum origanifolium (Lam.) Pers.
- Helianthemum ovatum (Viv.) Dunal
- Helianthemum pannosum Boiss.
- Helianthemum papillare Boiss.
- Helianthemum penyagolosense Pérez Dacosta, Mateo & J.M.Aparicio
- Helianthemum pergamaceum Pomel
- Helianthemum ×petrerense Pérez Dacosta & Mateo
- Helianthemum pilosum (L.) Pers.
- Helianthemum polyanthum (Desf.) Pers.
- Helianthemum polygonoides M. Peinado, J.M. Martínez-Parras, F. Alcaraz & I. Espuelas
- Helianthemum pomeridianum Dunal
- Helianthemum ×protodianicum J.M.Aparicio, Pérez Dacosta & Mateo
- Helianthemum pseudocinereum Pérez Dacosta & Mateo
- Helianthemum ×pseudodianicum Pérez Dacosta & Mateo
- Helianthemum raskebdanae M.A.Alonso, M.Bieb.Crespo, Juan & L.Sáez
- Helianthemum ×rigualii M.Bieb.Crespo & J.C.Cristóbal
- Helianthemum ruficomum (Viv.) Sprengel
- Helianthemum rupifragum A. Kerner
- Helianthemum salicifolium (L.) Miller
- Helianthemum sancti-antonii Schweinf. ex Boiss.
- Helianthemum sanguineum (Lag.) Dunal
- Helianthemum sauvagei C. Raynaud
- Helianthemum schweinfurthii Grosser
- Helianthemum scopulicola L. Skez, Y.A. Rossello & G. Alontar
- Helianthemum serranicum Mateo
- Helianthemum sicanorum Brullo, Giusso & Sciandr.
- Helianthemum sinuspersicum Gholamian & F.Ghahrem.
- Helianthemum somalense J. B. Gillett
- Helianthemum songaricum Schrenk
- Helianthemum speciosum Thulin
- Helianthemum squamatum (L.) Pers.
- Helianthemum stipulatum (Forsk.) C. Chr.
- Helianthemum strickeri Grosser
- Helianthemum ×sulphureum Willd.
- Helianthemum supramontanum P.V. Arrigoni
- Helianthemum syriacum (Jacq.) Dum.-Courset
- Helianthemum syrticum (Viv.) Spreng.
- Helianthemum teneriffae Coss.
- Helianthemum tholiforme D. Bramwell, J. Ortega & B.Navarro
- Helianthemum thymiphyllum Svent.
- Helianthemum tinetense M. Mayor López & M. Fernández Benito
- Helianthemum tornesae Pérez Dacosta, Mateo & J.M.Aparicio
- Helianthemum ×triregnorum Mateo
- Helianthemum ventosum Boiss.
- Helianthemum vesicarium Boiss.
- Helianthemum violaceum (Cav.) Pers.
- Helianthemum virgatum (Desf.) Pers.
- Helianthemum viscarium Boiss. & Reuter
- Helianthemum viscidulum Boiss.
- Helianthemum ×xixonense Pérez Dacosta & Mateo
- Helianthemum zheguliense Juz. ex N. N. Tzvel.

## Ennemis
Le papillon de nuit (hétérocère) suivant se nourrit d'hélianthème :
- livrée des prés, Malacosoma castrensis (Lasiocampidae).